# Hieracium adenolepium
Hieracium adenolepium es una especie de planta con flor del género Hieracium, de la familia Asteraceae, orden Asterales.

## Distribución
Hieracium adenolepium se distribuye por Noruega.

## Taxonomía
Fue descrita científicamente por Dahlst. ex Notø. Fue publicada en Tromsø Mus. Aarsh. 64(4): 24 (1944).